# Karoten
Ej att förväxla med keratin.

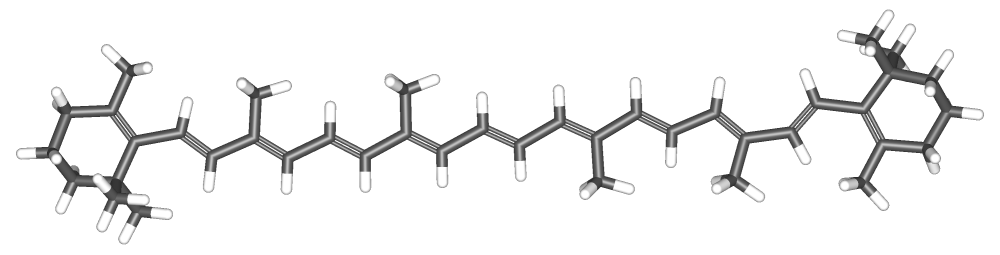
Pinnmodell av β-karoten.

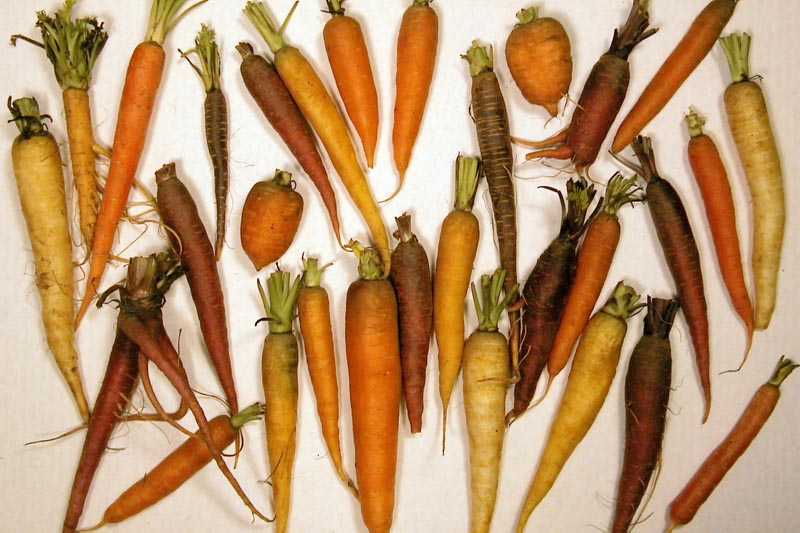
Färgen hos morötter, liksom hos många andra växtdelar som frukter, och även djur, beror på karoten.

En karoten, stundom, karotin (från latin carota, "morot", via tyska "karotin", myntat 1831 av karotenernas upptäckare, den tyske kemisten Heinrich Wilhelm Ferdinand Wackenroder), är en organisk förening tillhörande tetraterpenerna. Karotener är karotenoider som saknar syre, det vill säga omättade kolväten, med summaformeln C40Hx (x=56 hos α-, β-, ...ε-karoten och lykopen, men varierar hos andra karotener som till exempel x=54 hos torulen och x=64 hos fytoen). De syntetiseras av växter men kan inte produceras av djur, vilka måste få dem via födan. Karotenerna är orange växtpigment som är viktiga i fotosyntesens antennsystem, oskadliggör reaktivt singlettsyre som annars kan ge upphov till fotooxidation och ger dessutom färg åt många växtdelar (förutom morötter), som kronblad, frukter och höstlöv.
β-karoten, den bäst kända av de karotener som fungerar som provitamin A, består av två retinylgrupper och bryts ner i tunntarmens slemhinna med hjälp av β-karoten-15,15'-monooxygenas till retinal, en form av vitamin A. β-karoten kan lagras i levern och omvandlas till retinal när behov uppstår. α-karoten och γ-karoten har mindre A-vitaminaktivitet på grund av att de bara har en retinylgrupp (β-jononring) och så har också xantofyllen β-kryptoxantin. Alla andra karotenoider saknar β-ring och fungerar sålunda inte som provitamin A (de kan ju exempelvis vara antioxidanter och sålunda fylla en biokemisk funktion på andra sätt).
Däggdjur uppvisar stora skillnader i förmåga att omvandla karotenoider som innehåller retinylgrupper till retinal. Växtätare utnyttjar karotener bra eftersom de har β-karoten-15,15'-monooxygenas (det enzym som katalyserar omvandlingen), medan rovdjur som i allmänhet saknar detta enzym inte kan omvandla karotenoider alls (karotener fungerar alltså inte som A-vitamin för dessa arter). Rovdjuren måste således få i sig retinal genom födan, vilken då måste vara animalisk (eftersom retinal inte produceras av växter). Katter kan enligt en undersökning omvandla en del karoten, men inte tillräckligt för att täcka sitt behov.

## Molekylstruktur och nomenklatur

α-karoten.

β-karoten.

γ-karoten.

δ-karoten.

ε-karoten.

Lykopen (ändarna är bara uträtade jämfört med γ- och δ-karoten ovan)

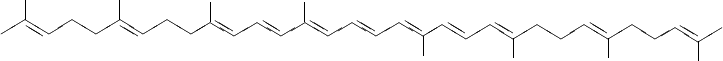
ζ-karoten

Kemiskt är karotener fleromättade kolväten som består av 40 kolatomer, ett varierande antal väteatomer och inget annat (motsvarande föreningar som dessutom innehåller syre kallas xantofyller). Hos vissa karotener avslutas den långa kolkedjan av kolväteringar i ena eller båda ändarna. Alla karotener är färgade för människoögat på grund av de många konjugerade dubbelbindningarna. Strukturellt är karotener tetraterpener, vilket innebär att de består av fyra terpenenheter om tio kolatomer, eller åtta isoprenenheter om fem kolatomer. Eftersom de är rena kolväten (och sålunda opolära) är de fettlösliga och ej vattenlösliga, till skillnad från xantofyllerna som innehåller syre och därför uppvisar åtminstone en viss polaritet och sålunda är mindre hydrofoba.
De två vanligaste formerna av karotener i växter är α-karoten och β-karoten, men det finns även γ-karoten, δ-karoten, ε-karoten och ζ-karoten. β-karoten har β-ringar (β-jonon) i båda ändar. Hos α-karoten är en av dessa β-ringar ersatt av en ε-ring (det finns alltså ingen "α-ring") och hos γ-karoten är den ersatt av en öppen ände kallad ψ. Dessa, och liknande, benämningar för ändarna bildar grunden för IUPACs systematiska namngivningssystem enligt vilket de sex möjliga kombinationerna av β, ε och ψ är:
- α-karoten motsvarar β,ε-karoten;
- β-karoten motsvarar β,β-karoten;
- γ-karoten motsvarar β,ψ-karoten;
- δ-karoten motsvarar ε,ψ-karoten;
- ε-karoten motsvarar ε,ε-karoten, medan
- lykopen motsvarar ψ,ψ-karoten

ζ-karoten, som nämndes ovan, är den biosyntetiska prekursorn till neurosporen som är prekursor till lykopen vilken i sin tur är prekursor till de övriga (β,ε,ψ)-karotenerna (det vill säga α,β,γ,δ,ε) ovan.

## Biosyntes
Det första steget i de levande organismernas karotensyntes kan sägas vara bildandet av karotenen 15-cis-fytoen (C40) från två molekyler geranylgeranylpyrofosfat ((C20)). Syntesen av olika karotener fortsätter sedan med desaturation av fytoen till all-trans-3,4-didehydrolykopen (eller någon av mellanprodukterna), en femstegsreaktion som hos många bakterier går via all-trans-fytofluen, all-trans-ζ-karoten, all-trans-neurosporen och all-trans-lykopen, vars alla steg katalyseras av fytoendesaturas. Hos de flesta andra organismer går vägen från 15-cis-fytoen till all-trans-lykopen i stället via 15,9'-dicisfytofluen, 9,15,9'-tricis-fytofluen, 9,9'-dicis-ζ-karoten, 7,9,9'-tricis-neurosporen och 7,9,7',9'-tetracis-lykopen och blandar in såväl desaturaser som isomeraser.
Från neurosporen syntetiserar vissa bakterier sferoiden och besläktade karotener, medan många andra organismer (som har enzymet CrtL-b - se nedan) kan producera β-zeakaroten och 7,8-dihydrozeakaroten.
Övrig karotenoidsyntes sker från lykopen.
Från 3,4-didehydrolykopen (se ovan) syntetiseras torulen (av växter, svampar, bakterier och ärtbladlus som enda kända karotenproducerande djur) och växter och svampar kan fortsätta till xantofyllen neurosporaxantin.
Vissa bakterier syntetiserar rodopin från lykopen. De viktigaste produkterna från lykopen (ψ,ψ-karoten) är dock γ-karoten (β,ψ-karoten: enzymet lykopen-beta-cyklas, CrtL-b, katalyserar bildningen av en β-ring, finns även hos ärtbladlus) och δ-karoten (ε,ψ-karoten - enzymet lykopen-epsilon-cyklas, CrtL-e, katalyserar bildningen av en ε-ring). Genom ytterligare en ringbildning får man från γ-karoten med CrtL-b β-karoten (β,β-karoten) och från δ-karoten får man med CrtL-e ε-karoten (ε,ε-karoten) och med CrtL-b α-karoten (β,ε-karoten).
γ-karoten är hos bakterier prekursor (förutom till β-karoten) till myxol (ingen karoten) och karotenen klorobakten.
Från α-karoten syntetiseras xantofyllerna zeinoxantin och α-kryptoxantin vilka båda i sin tur är prekursorer till lutein.
β-karoten är prekursor till karotenerna isorenieraten och 9-cis-β-karoten (som är prekursor till icke-karoteniderna karlakton och strigol) samt xantofyllerna β-kryptoxantin och ekineon som båda i sin tur är prekursorer till de flesta xantofyller.
Som tidigare nämnts är β-karoten, α-karoten och γ-karoten (tillsammans med β-kryptoxantin) också prekursorer till A-vitaminerna.

## Livsmedelstillsats
Karotener används som livsmedelsfärg i bland annat juice, kakor, efterrätter, smör och margarin. De är godkända som tillsats i EU (E160a), Australien och Nya Zeeland samt USA.

## Karotener och Nobelpris
Forskning kring karoten har bidragit till nobelpriset i kemi vid två tillfällen:
- 1937 till Paul Karrer för hans forskning på karotenoider, flaviner, vitamin A och B2[14] och
- 1938 till Richard Kuhn för hans forskning på karotenoider och vitaminer.[15]